# Nguyễn Trọng Bảo Ngọc
Nguyễn Trọng Bảo Ngọc (sinh ngày 2 tháng 11 năm 1979 tại Quảng Nam) là một nữ võ sĩ Karatedo người Việt Nam. Bên cạnh thi đấu thể thao, cô còn có bằng cử nhân Tiếng Anh trường ĐH Khoa học XH&NV.

## Thành tích
- Huy chương vàng hạng cân trên 60 kg tại ASIAD XIV tại Hàn Quốc vào năm 2002.[2]
- Huy chương vàng đồng đội SEA Games 21[3]
- Huy chương bạc giải trẻ châu Á 1996 tại Đài Loan[3]

## Khen thưởng
Huân chương Lao động hạng ba.